# Acraea areca
Acraea areca är en fjärilsart som beskrevs av Paul Mabille 1888. Acraea areca ingår i släktet Acraea och familjen praktfjärilar. Inga underarter finns listade i Catalogue of Life.